# Inscription de Myazedi

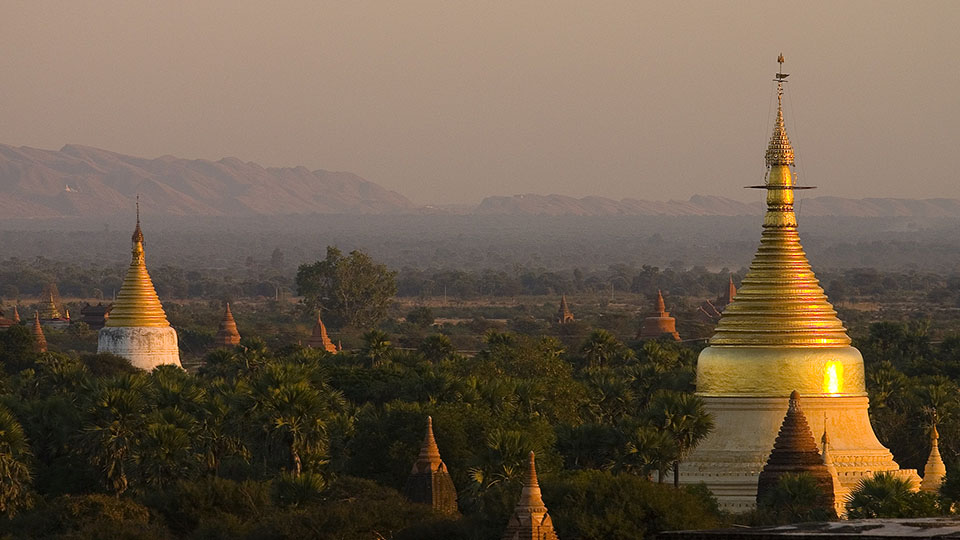
La pagode de Myazedi (à droite) en 2004

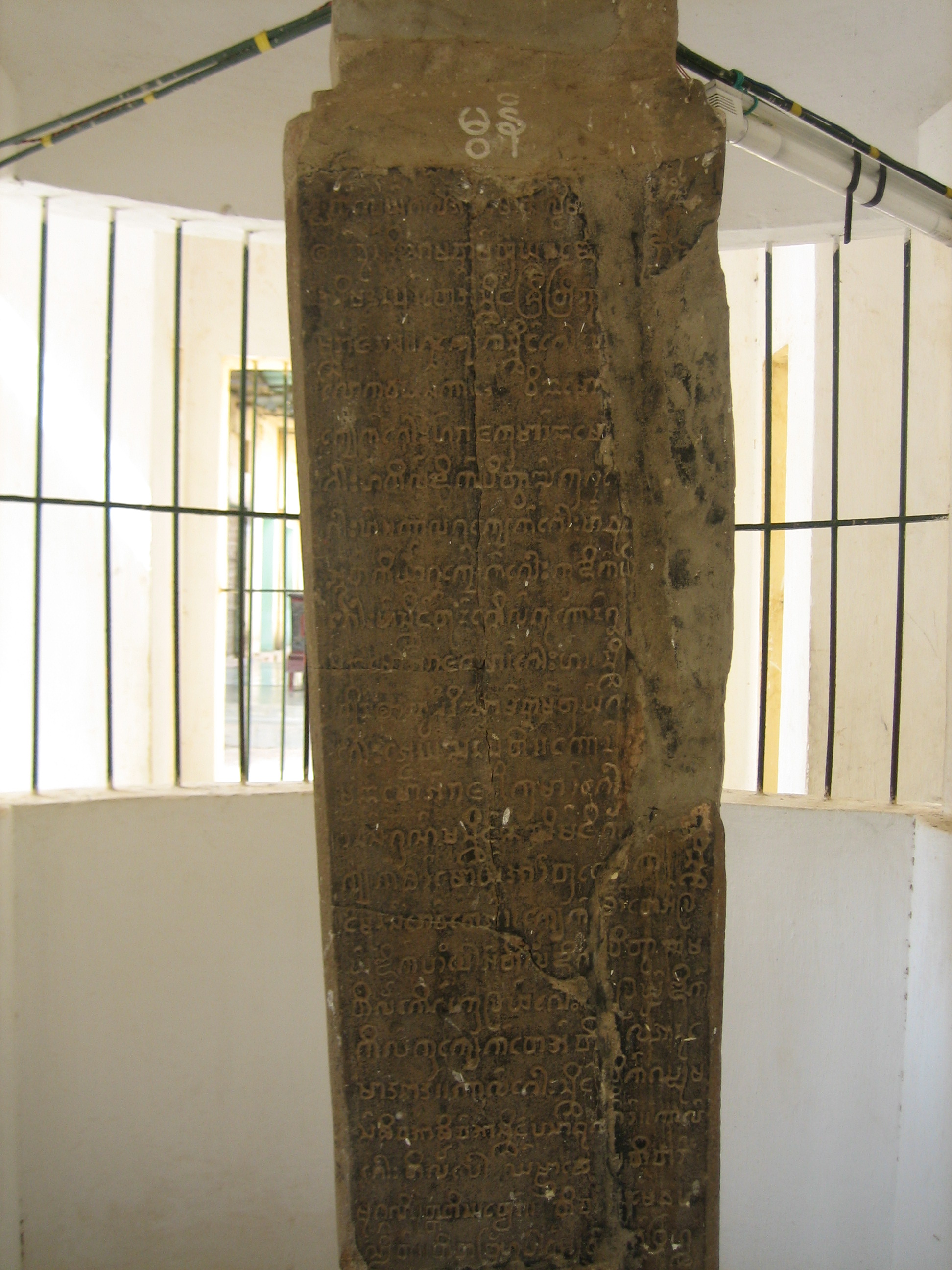
Inscription de Myazedi

L'inscription de Myazedi (aussi appelée "inscription de Rajakuma" ou "inscription de pierre du Gubyaukgyi") est le plus ancien témoignage épigraphique de la  Birmanie. Elle se trouve dans la pagode Myazedi (မြစေတီ Myazedi signifie "stûpa d'émeraude"), à Myinpagan (au sud de Bagan) et remonte à 1113.
Il s'agit d'une stèle quadrangulaire, portant le même texte sur chaque face, dans quatre langages différents : Pâli, Môn, Birman ancien et Pyu. Au moment de sa découverte, l'écriture pyu n'était pas encore déchiffrée, ce qui valut à la stèle le surnom de « Pierre de Rosette de la Birmanie ».
Le texte est une dédicace du prince Rajakuma (fils du roi Kyanzittha) d'une statue de Bouddha en or au temple du Gubyaukgyi, auquel il attribue également 3 villages.
La stèle existe en deux exemplaires. Le premier se trouve encore à proximité de la pagode Myadezi, sous un abri, le second est exposé au musée archéologique de Bagan.